# Clayton Murphy
Clayton Murphy (Estados Unidos, 26 de febrero de 1995) es un atleta estadounidense, especializado en la prueba de 800 m en la que llegó a ser medallista de bronce olímpico en 2016.

## Carrera deportiva
En los JJ. OO. de Río 2016 ganó la medalla de bronce en los 800 metros, con un tiempo de 1:42.93 segundos, llegando a meta tras el keniano David Rudisha y el argelino Taoufik Makhloufi.